# صلح کوتاه
صلح کوتاه (انگلیسی: Short Peace) پروژه چند رسانه‌ای تشکیل شده از چهار انیمه و یک بازی ویدئویی است که توسط سانرایز (استودیو) و شوچیکو است.